# Boutredare
En boutredare är en person, ofta en jurist, som gör en bouppteckning, förvaltar och avvecklar ett dödsbo och anordnar begravning.
Även i de fall då det finns anhöriga kan ibland en boupptecknare tillsättas av kommunen om detta behövs.
Boutredaren kan också ge råd och information till allmänheten och stödja anhöriga i sorg och kris.